# Olovci
Olovci – wieś w Bośni i Hercegowinie, w Federacji Bośni i Hercegowiny, w kantonie tuzlańskim, w gminie Kladanj. W 2013 roku liczyła 4 mieszkańców, z czego większość stanowili Serbowie.